# Marie de L'Épinay
Marie de L'Épinay, född 9 oktober 1801 i Paris, död där 30 januari 1864, var en fransk författare och journalist. Hon skrev dikter, noveller, pjäser och tidningsartiklar. Hon var chefredaktör för Frankrikes största modetidskrift Journal des dames et des modes mellan 1836 och 1839.